# Лим Чхэмин
Лим Чхэмин (кор. 임채민, общепринятая латинская транскрипция — Lim Chae-min; 10 августа 1992) — южнокорейский футболист, полузащитник клуба «Канвон» и сборной Республики Корея.

## Клубная карьера
Лим Чхэмин начал свою профессиональную карьеру в 2013 году в команде «Ульсан Хёндэ», после окончания Кённамского университета.
В 2017 году перешёл в армейскую команду «Санджу Санму», чтобы пройти обязательную военную службу.
В 2020 году стал игроком команды «Канвон».